# Запис крушка у Великом пољу (Почековина)
Запис крушка у Великом пољу (Почековина) се налази на парцели чији је власник Општина Трстеник.

## Локација
| Општина             | Трстеник                                                                    |
| Катастарска општина | Почековина                                                                  |
| Потес               | Сеоско богомољиште                                                          |
| Координате          | 43° 35′ 38″ С; 21° 05′ 00″ И / 43.593800000000002° С; 21.083200000000001° И |
| Надморска висина    | 0m                                                                          |

## Карактеристике
Дендрометријске вредности утврђене на терену и сателитским снимцима:
| Стабло                     | Крушка |
| Висина стабла              | m      |
| Обим дебла                 | m      |
| Пречник крошње             | 4m     |
| Пречник дебла              | m      |
| Висина дебла до прве гране | m      |

## База записа
Запис је у оквиру Викимедија пројекта "Запис - Свето дрво" заведен под редним бројем 0619.